# Luciano Burti
Luciano Pucci Burti (ur. 5 marca 1975 w São Paulo) – brazylijski kierowca wyścigowy. W latach 2000–2001 startował w Formule 1 w barwach zespołów Prost i Jaguar Racing.

## Kariera
Karierę rozpoczął jak większość kierowców, od kartingu. Jego największym sukcesem było mistrzostwo swojego kontynentu w 1994 roku. Po zakończeniu kariery kartingowca rozpoczął karierę wyścigową, w tym celu wyjeżdżając do Europy. Zadebiutował w Formule 3, gdzie w 1998 roku zdobył tytuł wicemistrzowski. Jego osiągnięcia zostały zauważone przez Jackie Stewarta, który w 1999 roku zatrudnił go w roli kierowcy testowego swojego zespołu. W kolejnym sezonie ponownie był testerem brytyjskiego teamu, jednak przemianowanego na fabryczną ekipę Jaguar Racing. Za kierownicą bolidu zadebiutował podczas Grand Prix Austrii w tym samym roku, zastępując na jedną rundę niedysponowanego Eddie Irvine'a. Zakończył go na 11 miejscu, co dało mu 23 pozycję w klasyfikacji generalnej.
W kolejnym roku był już etatowym kierowcą tego zespołu, zastępując odchodzącego z Formuły 1 Johnny’ego Herberta. Po czterech wyścigach zerwał jednak kontrakt z Jaguarem i przeniósł się do francuskiej ekipy Prost, zastępując tam Argentyńczyka Gastóna Mazzacane. Wystartował w 10 rundach. Podczas Grand Prix Belgii, Brazylijczyk doznał ciężkiego wypadku, który nie tylko zakończył dla niego sezon, ale również karierę w Formule 1. W pozostałych trzech wyścigach zastąpił go Czech Tomáš Enge. Najlepszymi pozycjami Brazylijczyka były dwie ósme pozycje w Grand Prix Australii i Grand Prix Kanady, co dało mu 20. miejsce w klasyfikacji generalnej. W latach 2002–2005 pełnił więc rolę kierowcy testowego włoskiej stajni Ferrari. Do wyścigów powrócił w roku 2003, jednakże w roli kierowcy samochodu sportowego w FIA GT. Po zaledwie jednym podejściu Brazylijczyk zakończył jednak starty w tej serii. Od sezonu 2006, po zakończeniu współpracy z włoską ekipą, Luciano startuje w swoim kraju w wyścigach Stock Car Brasil. Pełni również funkcję komentatora Formuły 1.

## Starty w Formule 1
| Sezon | Zespół | Konstruktor     | Zgł.                                  | PKT | P.   | P1 | P2 | P3 | Punkt. | PP | NO | NS | DK | NZ |
| --- | --- | --------------- | ------------------------------------- | --- | ---- | -- | -- | -- | ------ | -- | -- | -- | -- | -- |
| | Podsumowanie |                 | [[Formuła 1 Sezon {{{2}}}#HHFRE\|14]] | -   | 20   | -  | -  | -  | -      | -  | -  | 6  | -  | -  |
| 2001 | Jaguar | Jaguar-Cosworth | 4                                     | -   |      | -  | -  | -  | -      | -  | -  | 1  | -  | -  |
| | Prost Grand Prix | Prost-Acer      | 10                                    | -   |      | -  | -  | -  | -      | -  | -  | 5  | -  | -  |
| 2000 | Jaguar Racing | Jaguar-Cosworth | 1                                     | -   | 23   | -  | -  | -  | -      | -  | -  | -  | -  | -  |
| Razem | 2 | 2               | 15                                    | -   | 1x20 | -  | -  | -  | -      | -  | -  | 7  | -  | -  |
| Sezon | Zespół | Konstruktor     | Zgł.                                  | PKT | P.   | P1 | P2 | P3 | Punkt. | PP | NO | NS | DK | NZ |
| \| Legenda \| Legenda \| \| ------------------------------------------ \| ------------------------------------------------------------------------------------------------------------------------------------------------------------------------------------------------------------------------------------------------------------------------------------------------------------------------------------------------------------------------------------------------------------------------------ \| \| Zgł. PKT P. P1 P2 P3 Punkt. PP NO NS DK NZ \| Liczba zgłoszeń do wyścigów Liczba zdobytych punktów Pozycja zajęta w klasyfikacji generalnej Liczba zwycięstw Liczba drugich miejsc Liczba trzecich miejsc Wyścigi, w których kierowca punktował Liczba zdobytych pole position Liczba zdobytych najszybszych okrążeń Wyścigi, w których kierowca był niesklasyfikowany Wyścigi, w których kierowca był zdyskwalifikowany Wyścigi, do których kierowca się nie zakwalifikował \| | |                 |                                       |     |      |    |    |    |        |    |    |    |    |    |
| Legenda | |                 |                                       |     |      |    |    |    |        |    |    |    |    |    |
| Zgł. PKT P. P1 P2 P3 Punkt. PP NO NS DK NZ | Liczba zgłoszeń do wyścigów Liczba zdobytych punktów Pozycja zajęta w klasyfikacji generalnej Liczba zwycięstw Liczba drugich miejsc Liczba trzecich miejsc Wyścigi, w których kierowca punktował Liczba zdobytych pole position Liczba zdobytych najszybszych okrążeń Wyścigi, w których kierowca był niesklasyfikowany Wyścigi, w których kierowca był zdyskwalifikowany Wyścigi, do których kierowca się nie zakwalifikował |                 |                                       |     |      |    |    |    |        |    |    |    |    |    |